# Anthela nicothoe

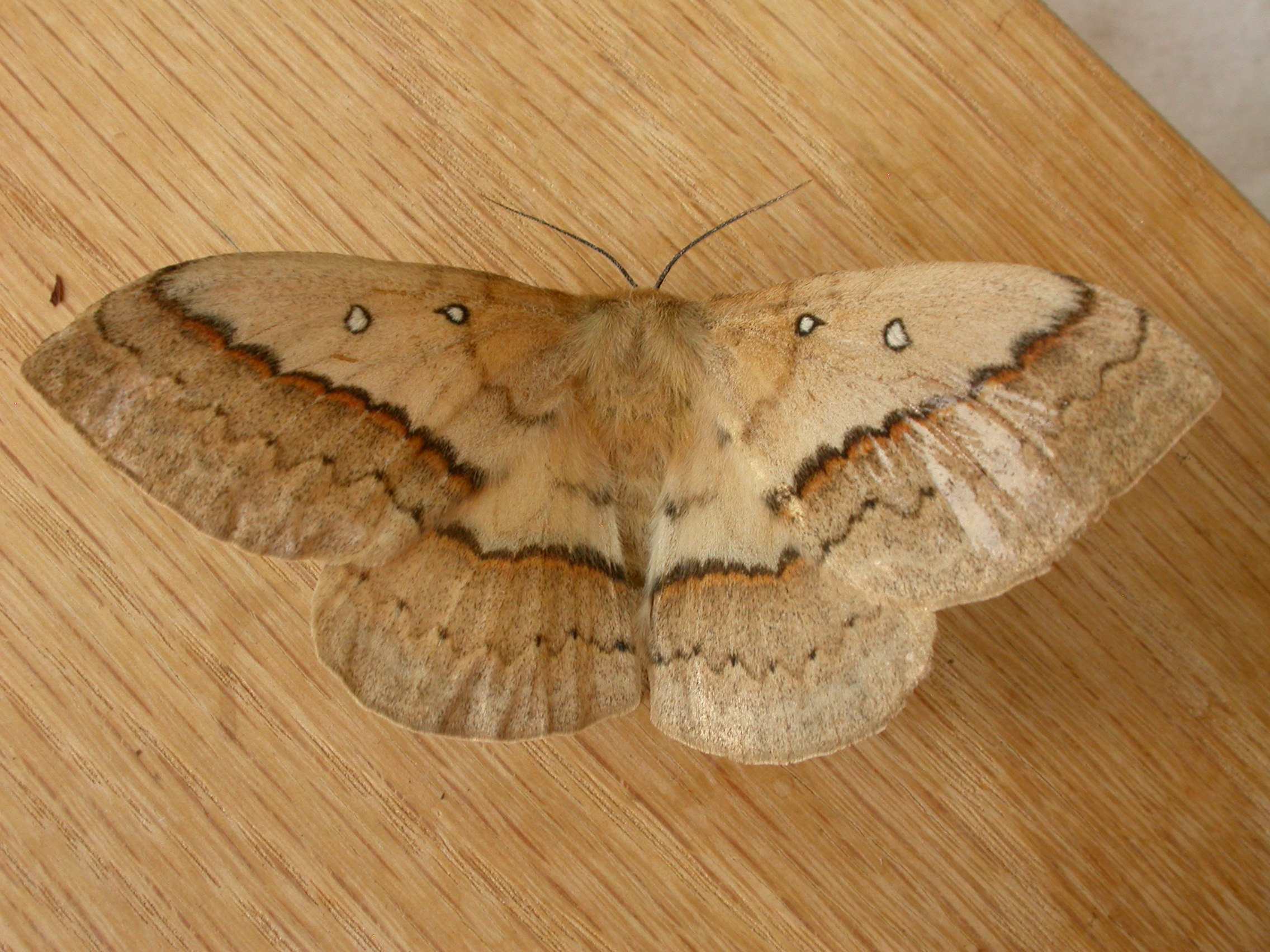
Weibchen

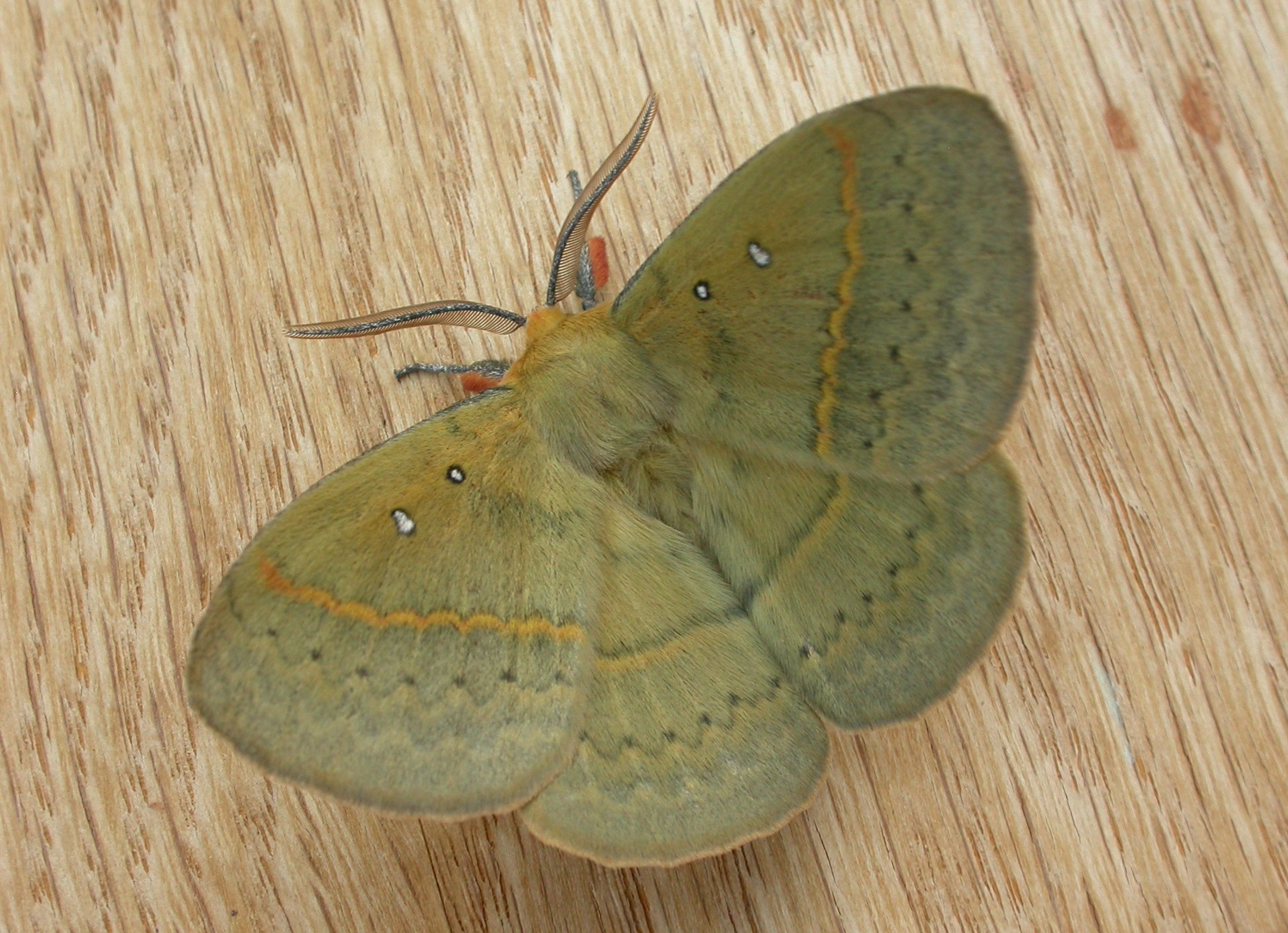
Männchen, olivgrüne Form

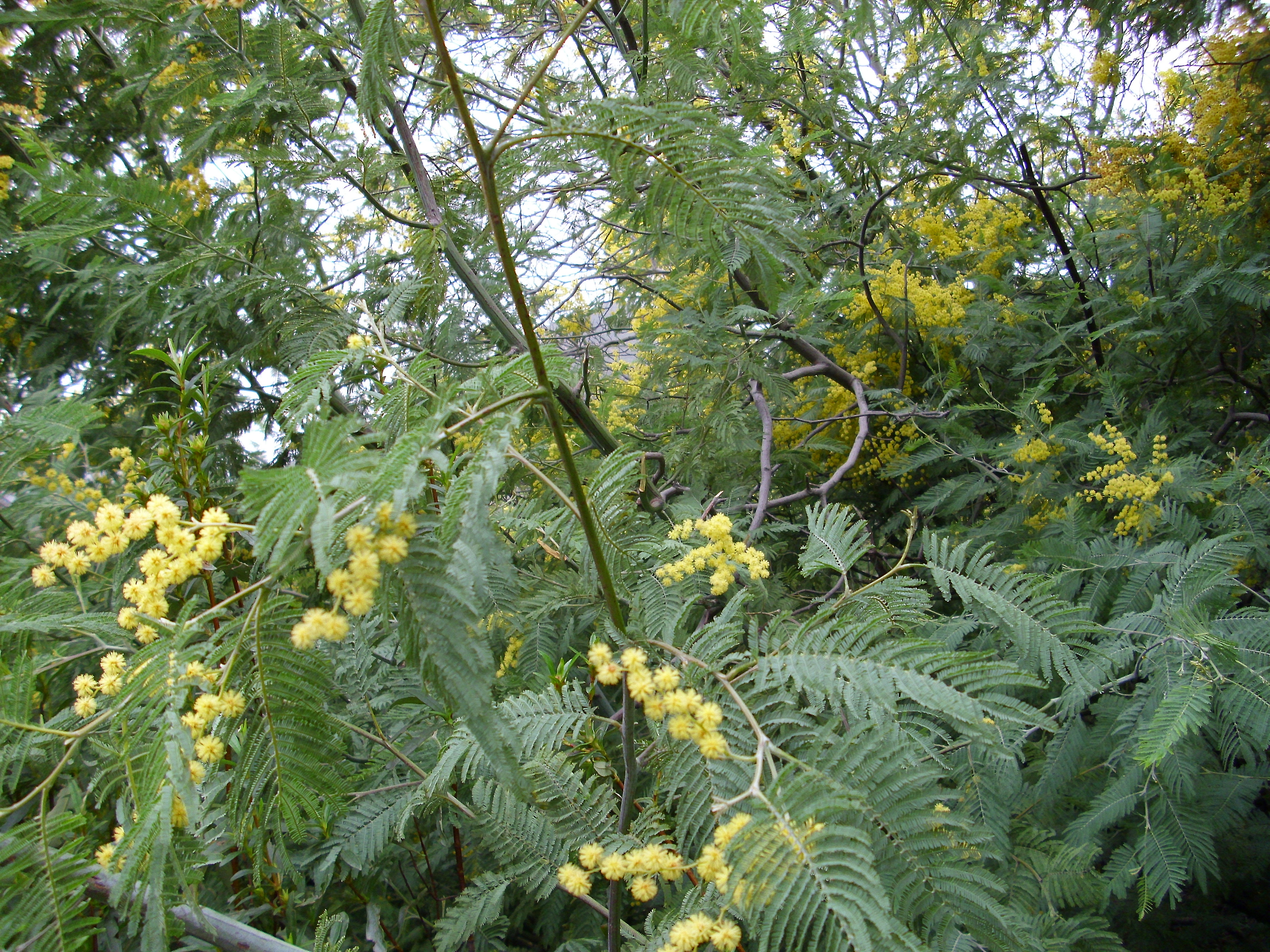
Silber-Akazie, eine Nahrungspflanze der Raupen

Anthela nicothoe ist ein endemisch in Australien vorkommender Nachtschmetterling aus der Überfamilie der Bombycoidea.

## Merkmale

### Falter
Die männlichen Falter erreichen eine Flügelspannweite von ca. 70 Millimetern, die Weibchen von bis zu 100 Millimetern. Zwischen den Geschlechtern besteht farblich ein deutlicher Sexualdimorphismus. Die Vorderflügeloberseite der Männchen zeigt eine rötlich braune, graubraune oder oliv- bis hellbraune Färbung. Nahe dem Vorderrand heben sich zwei kleine weißliche, dunkelbraun umrandete kreisrunde Flecke ab. Die äußere Querlinie ist weißlich bis gelblich gefärbt, die Wellenlinie in schwarze Punkte aufgelöst. Bei den Weibchen dominieren auf der Vorderflügeloberseite cremige, sandgelbe oder ockerfarbene Tönungen. Die äußere Querlinie ist kräftig dunkelbraun gefärbt und rostrot angelegt. Die Wellenlinie ist durchgehend dunkelbraun, der Apex ist spitz. Die jeweilige Farbe und Zeichnung der Vorderflügel setzt sich bei beiden Geschlechtern auf der Hinterflügeloberseite fort. Auf den Unterseiten aller vier Flügel befinden sich je zwei kleine, schwarze, meist weiß gekernte kreisrunde Flecke. Der Thorax ist stark, das Abdomen dünn behaart. Die Männchen haben stark gekämmte Fühler, die der Weibchen sind schwach sägezähnig ausgebildet.

### Raupe
Ausgewachsene Raupen erreichen eine Länge von etwa acht Zentimetern, sofern sich daraus Weibchen entwickeln. Männliche Raupen werden nur etwa fünf Zentimeter lang. Sie haben eine braune Grundfarbe. Die Körperoberfläche ist mit kurzen rotbraunen bis schwarzbraunen sowie langen weißen Haaren bedeckt. Die Haare fehlen jedoch zwischen den Segmenten. Dies wird besonders deutlich, wenn die Raupe ihre Verteidigungshaltung einnimmt, indem sie sich zu einer engen Spirale zusammenrollt. Die Haare sind scharf, dünn und spröde. Bei Berührung durch den Menschen dringen sie leicht in die Haut ein und brechen ab. Dies kann zuweilen Nesselsucht verursachen. Die Kopfkapsel der Raupe ist glänzend schwarzbraun und zeigt in der Mitte lediglich einen schmalen rosafarbenen Längsstreifen.

### Puppe
Die Raupe verpuppt sich in einem aus brauner Seide gesponnenen  doppelwandigen Kokon. Sie steckt dabei ihre Haare durch die Kokonwände, was dem Kokon ein pelziges Aussehen verleiht.

### Ähnliche Arten
Die Falter von Anthela connexa sind im Gesamterscheinungsbild stärker dunkel rotbraun gefärbt und zeigen eine dünne dunkelbraune, gelblich angelegte äußere Querlinie, die sich über sämtliche Flügel erstreckt.

## Verbreitung und Vorkommen
Anthela nicothoe kommt im Osten und Südosten Australiens vor. Die Art ist auch in Tasmanien zu finden. Sie lebt bevorzugt in lichten Akazienhainen.

## Lebensweise
Die nachtaktiven Falter fliegen im australischen Sommer. Sie besuchen gerne künstliche Lichtquellen. Die Raupen ernähren sich in erster Linie von den Blättern verschiedener Akazienarten (Acacia), speziell von Cootamundra-Akazie (Acacia baileyana) oder Silber-Akazie (Acacia dealbata).